# Лайнвілл (Айова)
Лайнвілл (англ. Lineville) — місто (англ. city) в США, в окрузі Вейн штату Айова. Населення — 195 осіб (2020).

## Географія
Лайнвілл розташований за координатами 40°35′13″ пн. ш. 93°31′23″ зх. д. / 40.58694° пн. ш. 93.52306° зх. д. (40.586986, -93.523189).  За даними Бюро перепису населення США в 2010 році місто мало площу 2,32 км², уся площа — суходіл.

## Демографія
Згідно з переписом 2010 року, у місті мешкало 217 осіб у 108 домогосподарствах у складі 60 родин. Густота населення становила 94 особи/км².  Було 135 помешкань (58/км²).
Расовий склад населення:
| - 99,1 % — білих - 0,5 % — азіатів |

До двох чи більше рас належало 0,5 %. Частка іспаномовних становила 0,0 % від усіх жителів.
За віковим діапазоном населення розподілялося таким чином: 16,1 % — особи молодші 18 років, 58,6 % — особи у віці 18—64 років, 25,3 % — особи у віці 65 років та старші. Медіана віку мешканця становила 48,2 року. На 100 осіб жіночої статі у місті припадало 104,7 чоловіків;  на 100 жінок у віці від 18 років та старших — 109,2 чоловіків також старших 18 років.
Середній дохід на одне домашнє господарство  становив 40 018 доларів США (медіана — 35 833), а середній дохід на одну сім'ю — 48 018 доларів (медіана — 40 625). За межею бідності перебувало 12,7 % осіб, у тому числі 23,1 % дітей у віці до 18 років та 14,9 % осіб у віці 65 років та старших.
Цивільне працевлаштоване населення становило 82 особи. Основні галузі зайнятості: освіта, охорона здоров'я та соціальна допомога — 26,8 %, сільське господарство, лісництво, риболовля — 17,1 %, виробництво — 12,2 %, оптова торгівля — 9,8 %.